# Triakidae
Famille
Les Triakidae forment une famille de requins de l'ordre des Carcharhiniformes.

## Caractéristiques
Les Triakidae, ou requins-chiens, sont une famille de requins terrestres composée d'environ 40 espèces réparties en neuf genres. Dans certaines classifications, la famille est divisée en deux sous-familles, les genres Mustelus, Scylliogaleus et Triakis faisant partie de la sous-famille Triakinae, et les autres de la sous-famille Galeorhininae.
Les requins-chiens se distinguent par la présence de deux grandes nageoires dorsales sans épine, d'une nageoire anale et d'yeux ovales avec des paupières nictitantes. Ils sont de taille petite à moyenne, allant de 37 à 220 cm de longueur à l'âge adulte. On les trouve dans le monde entier dans les eaux chaudes et tempérées, où ils se nourrissent de petits poissons et d'invertébrés sur les fonds marins et en pleine mer.

## Liste des genres
Selon FishBase, ITIS et World Register of Marine Species (21 janvier 2015) :
- sous-famille Galeorhininae
  - genre Furgaleus Whitley, 1951 -- 1 espèce
  - genre Galeorhinus Blainville, 1816 -- 1 espèce
  - genre Gogolia Compagno, 1973 -- 1 espèce
  - genre Hemitriakis Herre, 1923 -- 6 espèces
  - genre Hypogaleus Smith, 1957 -- 1 espèce
  - genre Iago Compagno & Springer, 1971 -- 2 espèces
- sous-famille Triakinae
  - genre Mustelus Linck, 1790 -- 28 espèces
  - genre Scylliogaleus Boulenger, 1902 -- 1 espèce
  - genre Triakis Müller & Henle, 1838 -- 5 espèces

Genre fossile
- †Palaeotriakis

## Galerie de photographies

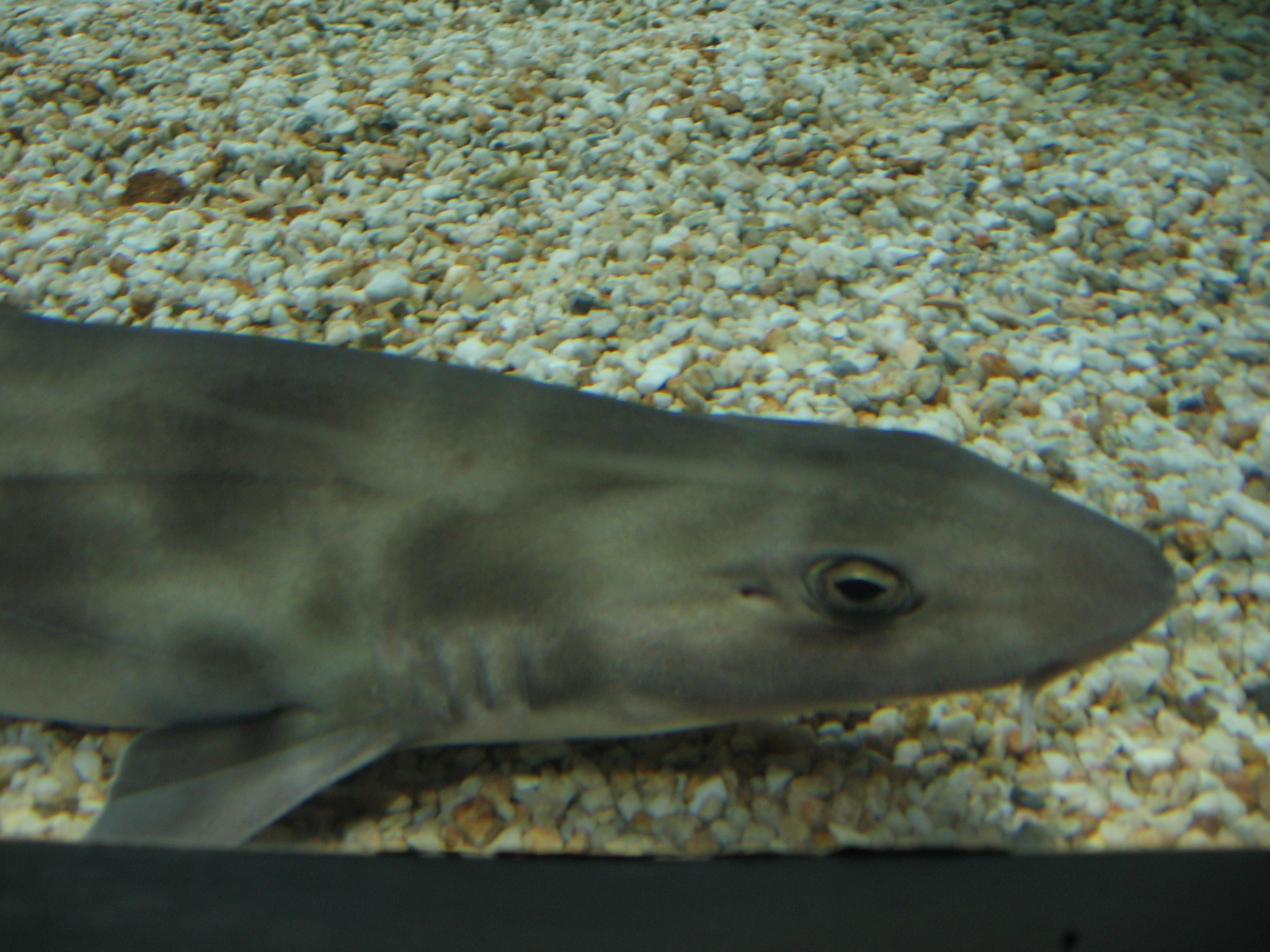
Furgaleus macki.
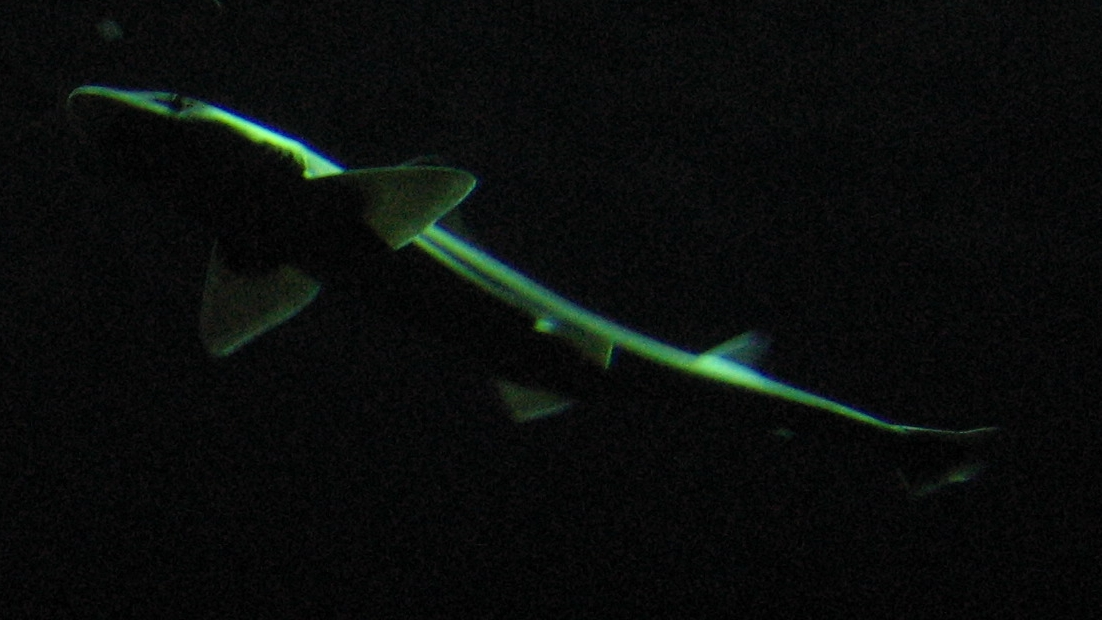
Galeorhinus galeus.
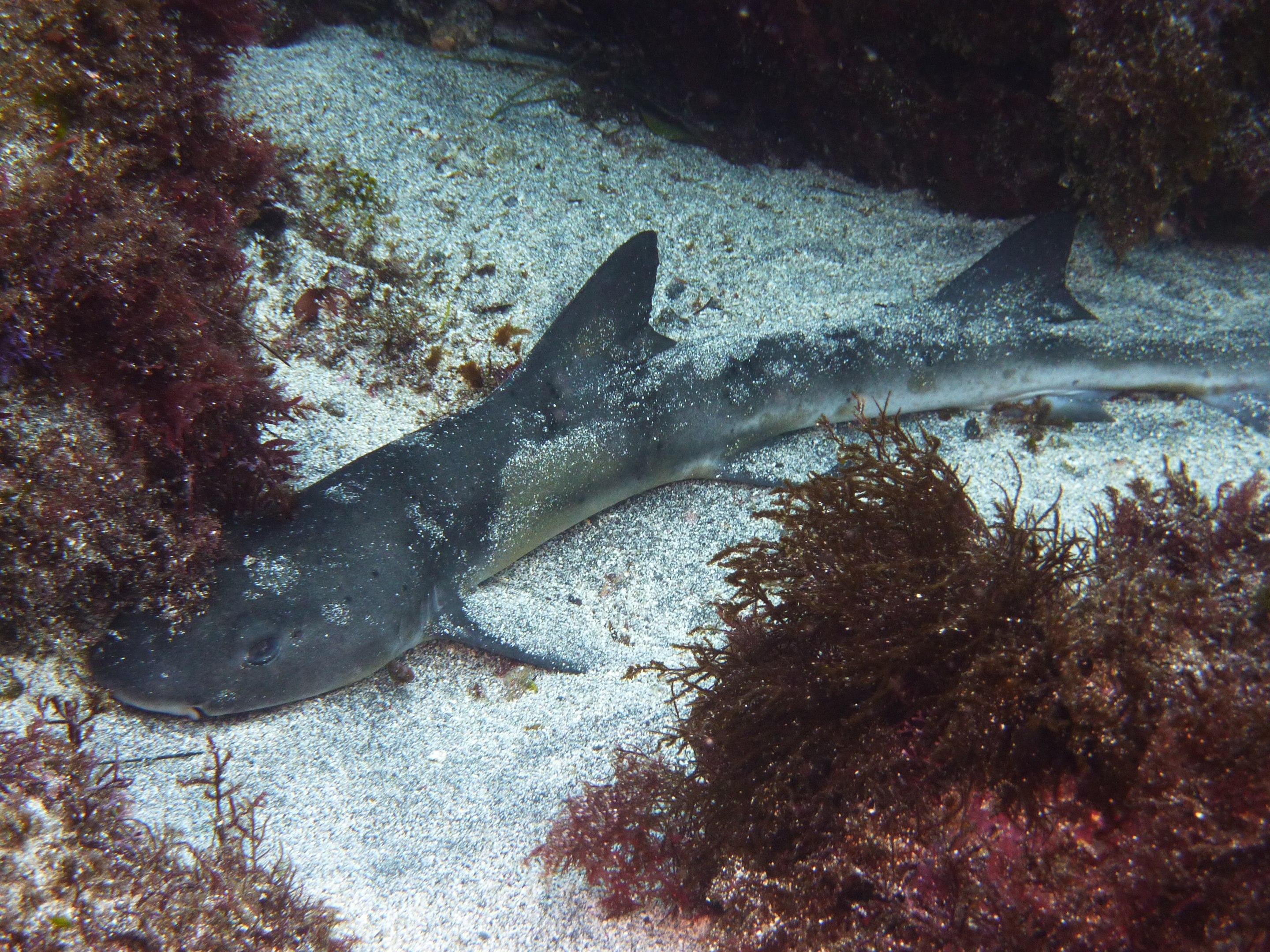
Hemitriakis japanica.
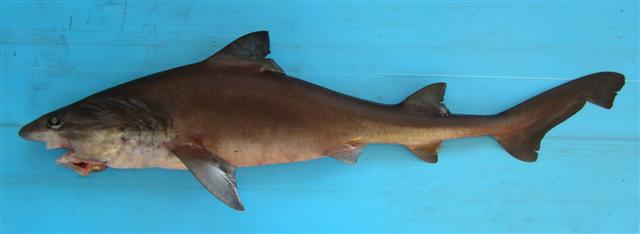
Iago omanensis.
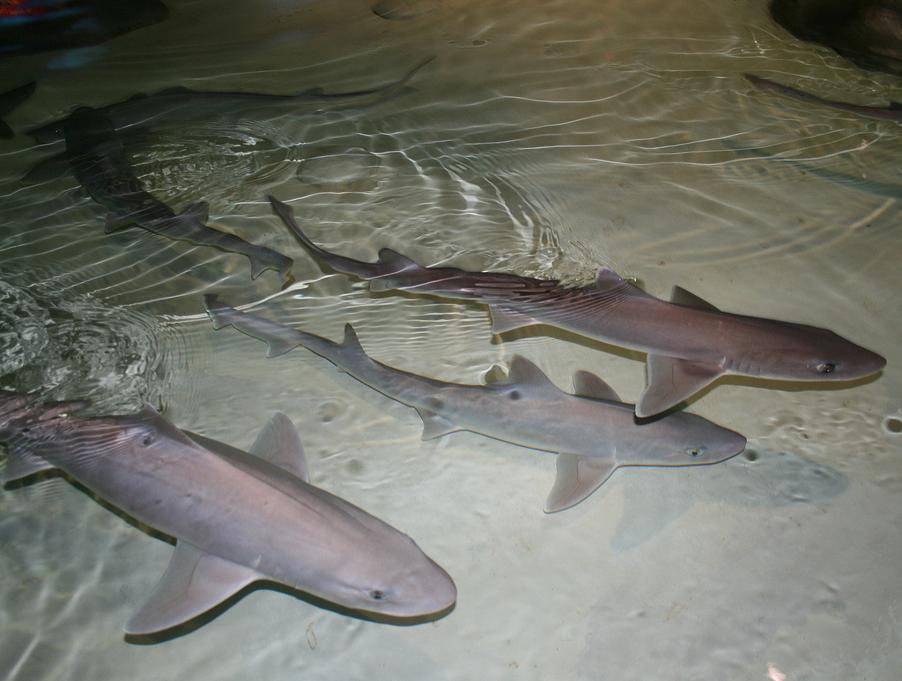
Mustelus canis.
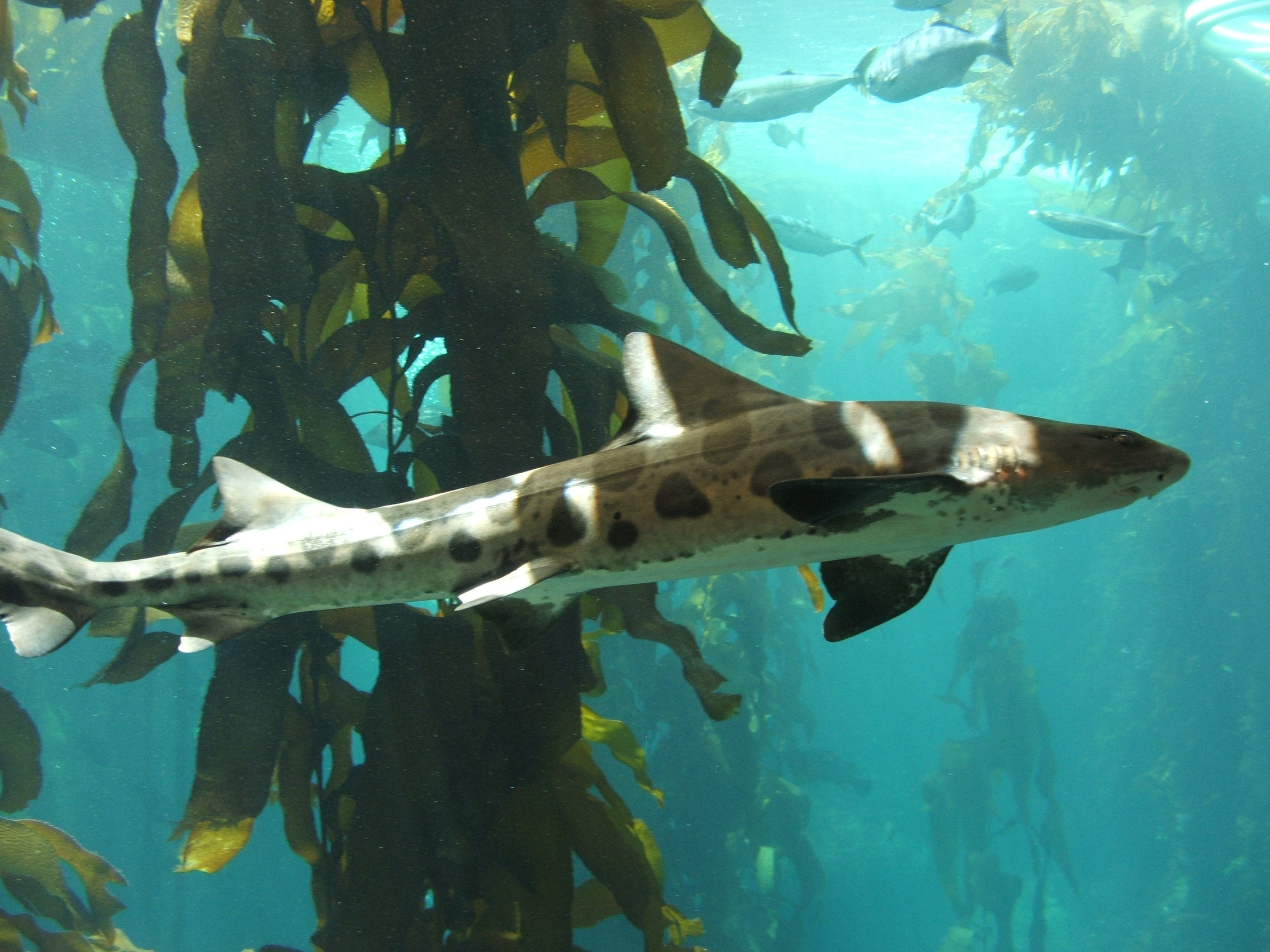
Triakis semifasciata.